# الانهیمتلر، کیبرشیک
الانهیمتلر، کیبرشیک (به لاتین: Alanhimmetler, Kıbrısçık) یک منطقهٔ مسکونی در ترکیه است که در استان بولی واقع شده‌است.

## خصوصیات
الانهیمتلر ۱۰۵ نفر جمعیت دارد.